# Franz Langoth
Franz Langoth (20. srpna 1877 Linec – 17. dubna 1953 Linec) byl rakouský pedagog, politik a nacistický funkcionář z Horních Rakous, za nacistického režimu starosta Lince.

## Biografie
Profesí byl pedagogem. Vystudoval učitelský ústav v Linci. V roce 1896 složil absolutorium, v roce 1898 složil učitelské zkoušky a roku 1903 získal i kvalifikaci pro výuku na středních školách. Od roku 1896 byl členem hornorakouského učitelského spolku. Byl pedagogem na různých místech, nejprve pomocným učitelem ve Windischgarstenu, pak učitelem v Innerstoder a Kirchdorf an der Krems. Od roku 1898 vyučoval na chlapecké škole císaře Františka Josefa (nynější Goethova škola) v Linci. Od roku 1899 do roku 1903 byl pedagogem na chlapecké národní škole v Baumbachstraße v Linci, pak provizorním odborným učitelem na chlapecké škole císaře Františka Josefa a od roku 1908 získal trvalé pracovní místo jako odborný učitel na chlapecké škole ve Figulystraße v Linci.
Dlouhodobě zasedal jako poslanec Hornorakouského zemského sněmu. Poprvé sem usedl roku 1909 za kurii měst a průmyslových míst. Zastupoval stranu DNP. Byl také náhradníkem zemského výboru. Mandát obhájil v roce 1915. Od listopadu 1918 pak zasedal v provizorním zemském sněmu a od 2. do 17. listopadu 1918 byl krátce i náměstkem zemského hejtmana. Do 23. června 1919 potom zasedal coby člen zemského výboru. V červnu 1919 byl zvolen znovu do zemského sněmu a až do května 1925 byl pak poslancem i náměstkem zemského hejtmana. Nyní za politickou stranu Deutsche Freiheits- und Ordnungspartei (DFOP). Poslanecký mandát i post náměstka hejtmana obhájil roku 1925 a 1931, tentokrát za nacionalistickou Großdeutsche Volkspartei. Na sněmu působil až do roku 1934.
Byl aktivní v četných odborných a politických spolcích. Působil jako předseda organizace Deutscher Volksbund für Oberösterreich. Od roku 1918 do roku 1933 byl bezpečnostním referentem zemské vlády a v letech 1919–1925 zástupcem předsedy zemské železniční rady. V období let 1919–1934 také zasedal v zemské školní radě.
V letech 1920–1934 byl předsedou zemské organizace Großdeutsche Volkspartei. V roce 1933 inicioval vznik bojového spolku mezi Großdeutsche Volkspartei a nacisty. 1. května 1938 potom sám vstoupil do NSDAP.
V letech 1934–1935 působil ve funkci ředitele chlapecké hlavní školy v Spittelwiese v Linci. V roce 1934 založil stranickou organizaci Hilfswerk Langoth. Od roku 1938 do roku 1939 vedl sociální organizaci Nationalsozialistische Volkswohlfahrt na území Rakouska, pak v župě Horní Dunaj. Zastával vysoké posty v NSDAP a jednotkách SS. Roku 1938 se stal Oberführerem SS v Linci, v roce 1944 získal hodnost Brigadeführera SS. V letech 1940–1945 byl soudcem u nacistického soudu (Volksgerichtshof), kde se podílel na 118 rozsudcích, včetně 41 k trestu smrti.
Po anšlusu byl roku 1938 zvolen i za poslance německého Říšského sněmu. Starostou města Linec byl od 1. ledna 1944 do 7. května 1945.